# 장완구

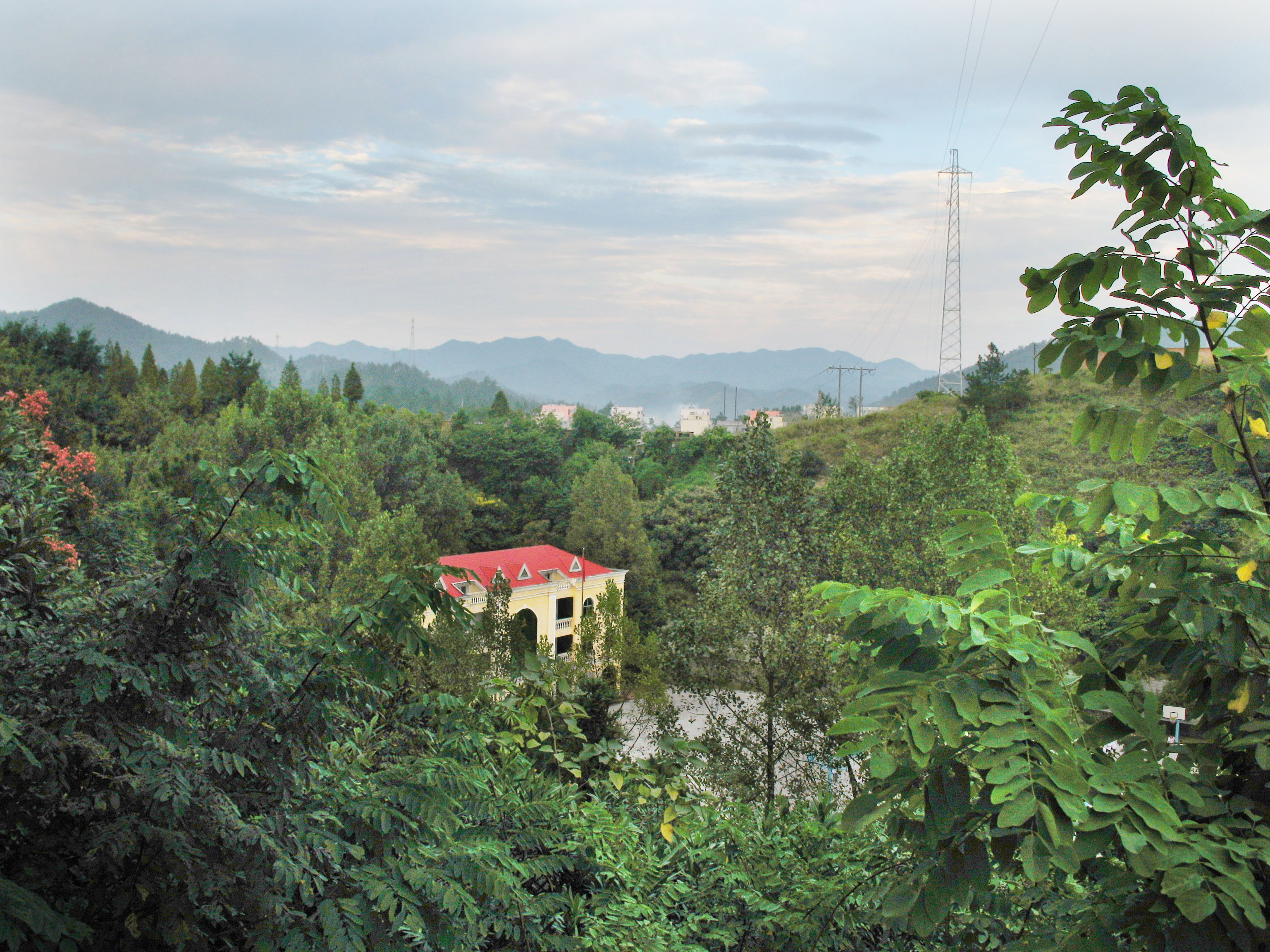

장완구(한국어: 장만구, 중국어: 张湾区, 병음: Zhāngwān Qū)는 중화인민공화국 후베이성 스옌시의 현급 행정구역이다. 넓이는 652km2이고, 인구는 2007년 기준으로 270,000명이다.

## 행정 구역
4개 가도, 2개 진, 2개 향을 관할한다.
- 가도: 汉江路街道, 车城路街道, 红卫街道, 花果街道.
- 진: 黄龙镇, 柏林镇.
- 향: 西沟乡, 方滩乡.